# A Bug’s Life (Computerspiel)
A Bug’s Life ist ein Computerspiel, das auf dem Disney-/Pixar-Film Das große Krabbeln basiert. Es wurde 1998 und 1999 für PC und mehrere Spielkonsolen veröffentlicht. Wenn der Spieler einen Level beendet hat, kann er einige Film-Szenen freischalten. Dieses Spiel war die letzte Arbeit von Schauspieler Roddy McDowall, bis er im Jahr 1998 starb.

## Handlung
Das Spiel baut zu großen Teilen auf derselben Geschichte auf, wie der Film. Da der Winter anbricht, baut sich das Ameisenvolk, dem Flik angehört, einen großen Vorrat an. Dieses wird, wie jedes Jahr, von Grashüpfer „Hopper“ und seiner Bande um Futter erpresst. Flik macht sich, mit Hilfe seiner Freunde, auf, Hopper zu vertreiben.

## Spielmechanik
Das Spiel ist ein Third Person-Actionspiel mit jeweils verschiedenen Zielen in den insgesamt 15 Leveln. Um diese Level zu bestehen, agiert der Spieler zum Teil mit der Fauna. So springt man beispielsweise mithilfe von Fliegenpilzen über Schluchten. Dabei verbindet das Spiel immer wieder Jump-’n’-Run-Elemente. Im Laufe des Spiels trifft man auf fünf Endgegner, die man besiegen muss, um weiterzukommen. Sammelt der Spieler in einem Level alle Bonusgegenstände, kann er einen neuen Videoclip, basierend auf der Filmvorlage, freischalten. Da das Spiel vor allem für jüngere Spieler konzipiert wurde, fliegen in jedem Level Teleskope, die dem Spieler bei der Lösung eines Problems helfen.

## Kritik
Das Spiel erhielt eher durchschnittliche Kritiken. Die Nintendo-64-Version hält bei GameRankings eine Wertung von 54 % und die PlayStation-Version eine Wertung von 56 %. Auf GameSpot bekam die PlayStation-Fassung sogar nur 2,7 von 10 Punkten. Gamespot kritisiert vor allem die schlechte Grafik und die komplizierte Kameraführung.